# Garbinet
Garbinet es un barrio de la ciudad española de Alicante. Según el padrón municipal, cuenta en el año 2022 con una población de 13 192 habitantes (6698 mujeres y 6494 hombres).

## Etimología
El nombre viene del árabe hispánico ḡarbí, y este del árabe clásico ḡarbī, que significa occidente, del que deriva en castellano garbino, el viento del suroeste. Luego a esta palabra fue añadido el sufijo et -el diminutivo en valenciano- originando el topónimo actual de Garbinet.

## Localización
Garbinet está delimitado por los barrios de Juan XXIII y Ciudad Elegida al norte, Carolinas Altas y Pla del Bon Repós al sur, Vistahermosa al este, y Cuatrocientas Viviendas y Sidi Ifni-Nou Alacant al oeste. Su código postal es el 03015.
Asimismo, está delimitado exteriormente, desde el oeste y en el sentido horario, por las avenidas y calles siguientes: Alonso Cano, Antonio Ramos Carratalá, Castalla, Artista del fuego Ramón Marco, Ciudad León de Nicaragua y Periodista Rodolfo Salazar.

## Antecedentes
Esta era una zona industrial dedicada al reciclado y fabricación de materiales vinculados a la indústria del calzado. Su desarrollo urbanístico empezó en la década de los noventa del siglo XX. Principalmente, se concentró en el llamado Parque de las Avenidas, dentro del plan parcial del Garbinet, en el trazado definitivo de la Gran Vía.

## Población
Según el padrón municipal de habitantes de Alicante, la evolución de la población del barrio de Garbinet en los últimos años, del 2010 al 2022, tiene los siguientes números:
|              | 2010  | 2011   | 2012   | 2013   | 2014   | 2015   | 2016  | 2017   | 2018   | 2019  | 2020  | 2021  | 2022   |
| ------------ | ----- | ------ | ------ | ------ | ------ | ------ | ----- | ------ | ------ | ----- | ----- | ----- | ------ |
| Población    | 11126 | 11408  | 11637  | 11877  | 12109  | 12308  | 12362 | 13091  | 13218  | 13305 | 13380 | 13350 | 13192  |
| (Diferencia) |       | (+282) | (+229) | (+240) | (+232) | (+199) | (+54) | (+729) | (+127) | (+87) | (+75) | (-30) | (-158) |

## Fiestas de Hogueras
El barrio de Garbinet cuenta con cuatro comisiones de las hogueras de San Juan, que son las fiestas oficiales de la ciudad de Alicante:
- Bulevar del Pla-Garbinet: que planta en la avenida Periodista Rodolfo Salazar.
- Gran Vía-Garbinet: que planta en la calle Polop
- José Ángel Guirao: cuya calle principal está en el Garbinet, pero planta en el límite con Vistahermosa.
- Parque de las Avenidas: que planta en la calle Doctor Carlos Belmonte.

La hoguera de Pla del Bon Repós-La Goteta, tiene parte de su distrito en el barrio de Garbinet.
Relacionado con las fiestas alicantinas destaca una pequeña calle del barrio dedicada a la bellea del foc que va desde la plaza del alcalde Agatángelo Soler (Gran Vía), hasta la plaza de Castalla (Vía Parque).